# フキーバリナ (ノースカロライナ州)
フキーバリナ（英: Fuquay-Varina、[ˈfjuːkweɪ vəˈriːnə]、発音記号を日本語表記すればフュークウェイ-ヴァリーナが近い）は、アメリカ合衆国ノースカロライナ州のウェイク郡にある町。人口は3万4152人（2020年）。州都ローリーの南方に位置している。町名の中にハイフンが入っているのは、元々2つの町があったという歴史から来ている。すなわちフキースプリングスとバリナが1963年に合併し、新しい町になった。経済的には、タバコの交易と農業で成長していたが、近年はリサーチ・トライアングル・パークに近いという利点を生かして、人口が増え、不動産開発が進んでいる。

## 地理
フキーバリナ町は北緯35度35分31秒 西経78度47分19秒 / 北緯35.59194度 西経78.78861度 (35.591969, -78.788746)に位置している。
アメリカ合衆国国勢調査局に拠れば、町域全面積は12.2平方マイル (31.5km2)であり、このうち陸地12.1平方マイル (31.3 km2)、水域は0.08平方マイル (0.2km2)で水域率は0.51%である。
フキーバリナはノースカロライナ州の中部北東寄りにあり、ピードモント台地と大西洋海岸平原が出会う位置にある。この場所は内陸側が高くなり、クリークや川に滝が現れ始め、その点が線上に繋がることで「滝線」と呼ばれている。ピードモント台地の中心にあるフキーバリナは大西洋岸にあるアトランティックビーチ町から西に車で約3時間、グレートスモーキー山脈からは東に車で約4時間の位置にある。

### 気候
フキーバリナは温暖な亜熱帯気候にあり、春、秋、冬は気温が温和である。夏は通常厚く、湿度が高い。冬の日中の最高気温は50°F 台前半 (10 to 13 °C)、最低気温は30台°F の前半から半ば (-2 to 2 °C) にある。ただし時として60 °F (15 °C) 以上になることもよくある。春と秋の日中は通常70°F台の前半から半ば (20°C台前半)、夜の最低気温は50°F台前半 (10 to 14 °C) になる。夏の日中は80°F台後半から90°F台前半 (29 to 35 °C)に達することも多い。雨が多いのは7月と8月である。

## 歴史

### 開拓初期

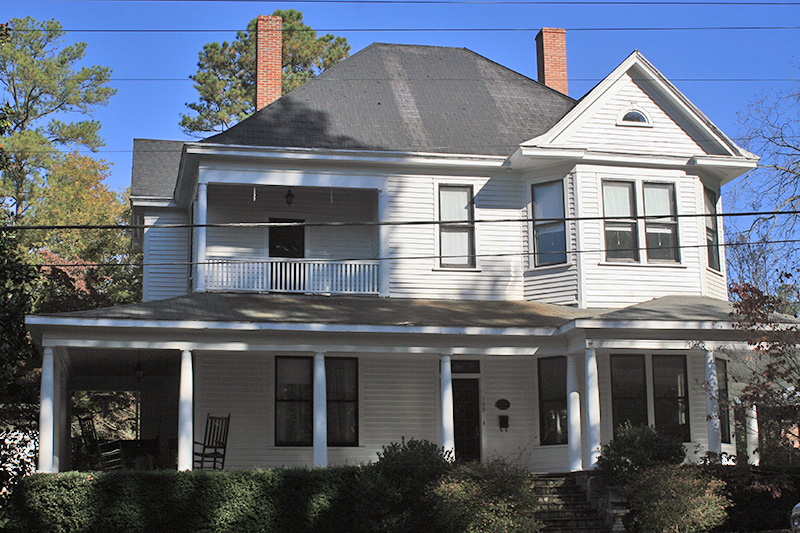
バレンタイン・スペンス邸

フランス人ウィリアム・フュークウェイが最初に小さな農業町のシッピホーに入植し、そこに住んでいたインディアンの名前を採って名付けた。シッピホーと呼ばれた部族の歴史は残っていないが、スシッピホーと呼ばれた部族について歴史的な証言がある。フュークウェイの玄孫でスティーブンというタバコ農夫が19世紀半ばに泉を発見した。一族のプランテーションの畑を耕しているときだった。その泉を当初は飲料水に使っていたが、間もなくその泉から湧き出る鉱水に癒し効果があると判断するようになった。当時の料理の習慣として、食物をビタミンやミネラルが無くなるまで調理していたので、それが分かっていなかったが、実際に治療効果が見られた。その話が広がり、地元民が泉の評判を確立するのに貢献し、隣町や郡から水を求めて住民が来るようになった。この泉は道路や鉄道を使ってここにやって来る観光客のために、壁で囲われた。
1860年、フュークウェイがこの泉を地元投資家集団に売却し、彼らがチャリービート・スプリングス会社を結成して、水を売りに出した。当時の別のシッピホー住人であるJ・D・"スクワイア"・バレンタインが、南北戦争から帰郷してきた。バレンタインは南軍のために戦争に行くまでは町の学校長だった。従軍している間に、南部の多くの淑女の一人から手紙を受け取り、それには兵士の士気を上げるようなことが書かれていた。その手紙には「ヴァリナ」と署名されており、恐らくはアメリカ連合国大統領ジェファーソン・デイヴィスの妻ヴァリナ・デイヴィスに敬意を表したものだった。その淑女バージニア・アベリーが後にバレンタインと出逢って恋に落ちた。バレンタインはその生涯を通じて、彼女をヴァリナと呼び続けた。1880年、バレンタインが新しくできた郵便局の初代局長になったとき、彼女に敬意を表して局を「ヴァリナ」と名付けた。泉の南に町が成長し、その郵便局や夫婦のヴァリナ・マーカンタイル会社の雑貨店も近かった。時の経過と共にその町もヴァリナという名を採用した。バレンタインの事業が成功したことで、1910年にはバレンタイン・スペンス邸を建設した。この家は地域で初めて水道や電気を引いた家だった。現在では地元の歴史的ランドマークとなって、残っている。

### 20世紀初めごろの成長

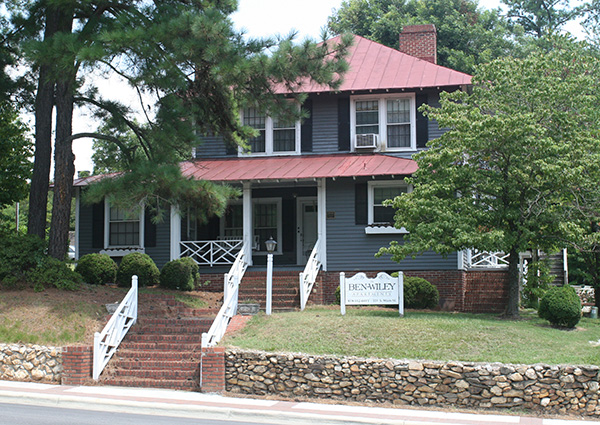
ベン・ワイリー・ホテル

フュークウェイ鉱泉の任期は20世紀が始まるころ、特に1890年代に地元実業家のジョン・ミルズがこの泉に「月光の遠足」をするアイディアを出して成長した。平たい客車に座席を付けて、ローリーからウェイク郡南部まで夜の列車旅行を提供した。多くの客が水を取りにくるようになると、町に一群の小さなホテルが出現し、レストランやバーベキュー屋台、自動ピアノのあるダンスホールもできた。町は観光地となり、独立記念日の7月4日や、復活祭の月曜日には特別の祝祭が行われる場所となった。これらの行事のとき、ローリーの住民が列車に乗って野球の試合見物や祝祭のダンスに参加するためにやってきた。ベン・ワイリー・ホテルなどのホテルが町外から来る人々に対応し、泉と同じくらい町の生活の中心になった。1902年、シッピホーが町の設立者に敬意を表し「フキースプリングス」と改名し、1909年には公式に法人化された。
新しいフキースプリングスが法人化されたときに、その町域には隣のヴァリナの町の中核部である事業地区と、ケープフェア・アンド・ノーザン鉄道とノーフォーク・サザン鉄道の接続点も含んでいた。しかし翌年ヴァリナも独自の町として確立され、ヴァリナ・ユニオン駅が建てられ、新しい郵便局が作られた。これらはバレンタインのロビー活動で加速されたものだった。その4年後、ヴァリナ銀行が設立され、直接フキー銀行（現在のフィデリティ銀行）と競い合うようになった。その後の数年間に、鉄道の接続点であることを活かして、成長しているタバコ事業のために幾棟かの倉庫が建てられた。新たな雑貨店や織物工場が続いた。ヴァリナが地域農業の中心として独自の町であることが確立された頃に、フキースプリングス会社が結成されて、泉から汲んだ鉱水を瓶詰して売り出した。この地域の事業が発展し、1927年、町を通るアメリカ国道401号線が舗装され、ローリーなど近くの町までの移動時間が短縮された。

### 合併と現在

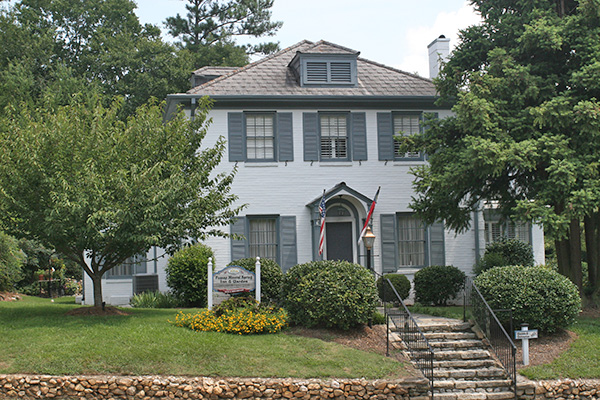
ワイリー・S・コザート博士邸

この時代までにフキースプリングスとヴァリナはウェイク郡南部や隣接するハーネット郡、ジョンストン郡にとって主要な交易拠点になっていた。しかし自動車が改良され、地域の道路が良くなると、泉の観光は衰退するようになった。地域の住民は、この泉を訪れるよりも、旅行時間が短縮された海岸への旅を選ぶようになった。しかしこの時代、タバコ産業が地域経済を推進しており、1920年代の末までに倉庫5棟、綿花のバイヤー、15の店舗が作られた。農業や工業の成長も強調され、2つの町はビジョンを共有し、住民は共に働き、遊び、教会に通うようになって、1963年、2つの町がフキーバリナとして合併した。

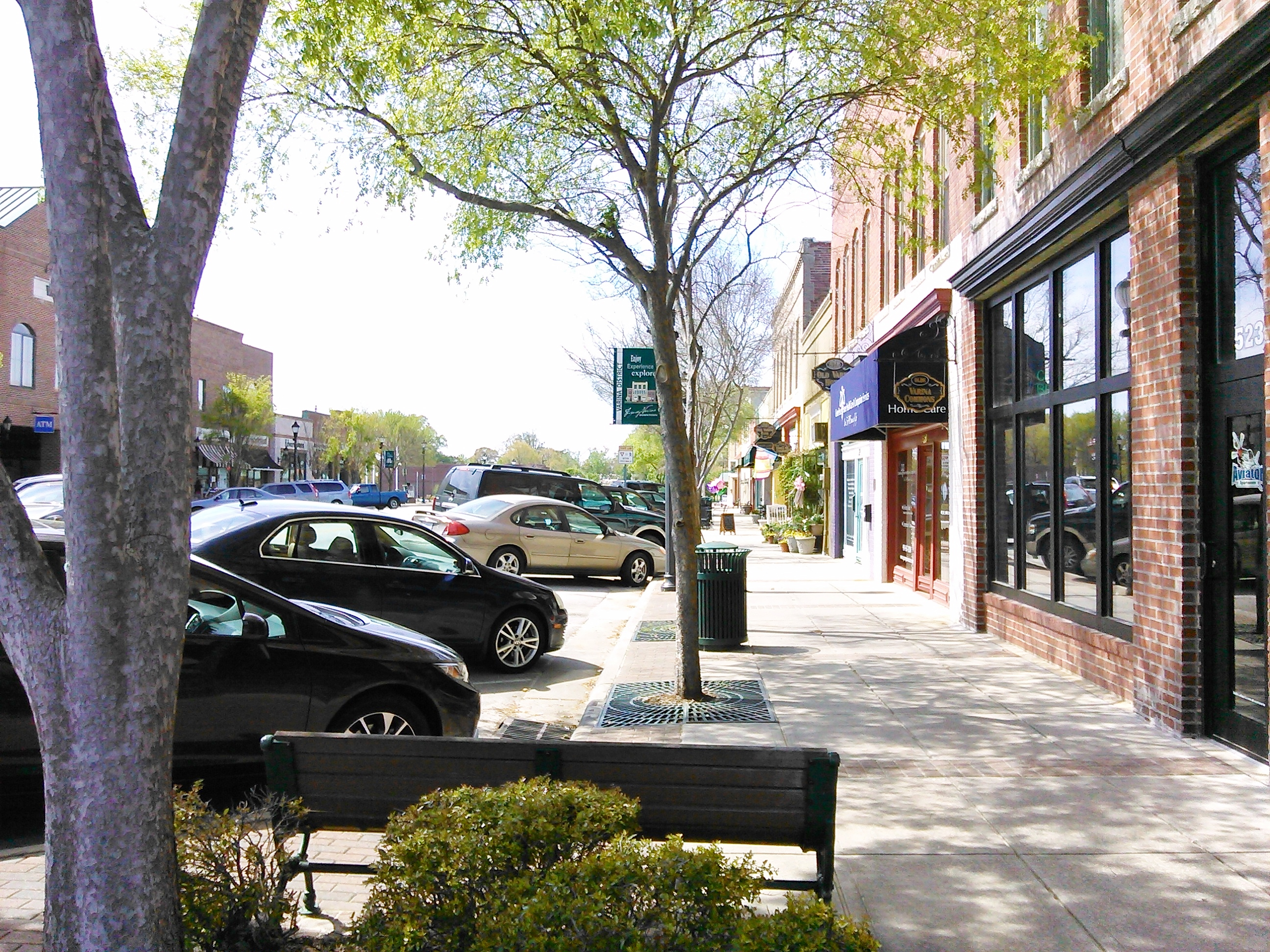
フキーバリナの歴史ある中心街

今日の地域の発展には多くの住宅地域や町に入って来る主要道路沿い商業地域があるが、過去からある多くの古い建造物も町域に残っている。19世紀終盤から20世紀初期に建設されたビクトリア調、コロニアル復古調の家屋がフキーバリナ歴史地区に並び、中心街の店舗や企業がバリナ商業歴史地区を構成している。これらの地区にある地域のランドマークとしては、ベン・ワイリー・ホテル、バレンタイン・スペンス邸、ワイリー・S・コザート博士邸があり、これらは泉の通り向かいに、元々の所有者と領主であるベン・ワイリーが建てたものである。泉は現在1945年に開発された小さな公園の中にあり、1998年に町に所有権が移転されて、歴史公園として維持されている。長年、レキシー・マクリーンがアカデミー通りのマクリーンズ・グロサリーを所有運営してきた。マクリーンは地域の指導者であり、フキーバリナ地域の成長と発展の大きな要因になってきたと考えられている。エドワード・N・ファーネルは1952年から1967年までフキースプリングス高校の校長を務めていた。ファーネルは地域の重要な指導者であり教育者だった。その生徒の多くが、町と州の指導者になっていった。
1970年から2000年、町の人口は3,576人から7,898人と倍以上になった。2000年から2010年も倍以上となり、17,937人となった。ノースカロライナ州データセンターに拠れば、フキーバリナは2000年から2003年で23%成長し、州内の自治体では第26位、人口5千人以上の町では第11の成長率となっている。
フキーバリナの町長はジョン・W・バーンである（2015年時点）。バーンの父はかつてニューヨーク・ヤンキースの選手だった。現町長は2001年から務めており、2009年には得票率70%でフキーバリナ生まれのボブ・グレイを破った。2011年にも67%を得て地元実業家マイケル・ドーマンを破った。さらに2013年は64%を獲得し、町の住民ベス・カッセルズに勝利した。
フキーバリナはインターネットのパーソナリティ、レット・マクローリンとリンク・ニールが本拠地にしている。彼らは2010年にスタジオを移転させてきた。リンク・ニールはその時までアペックスに住んでいた。
フキーバリナ町内にあるアメリカ合衆国国家歴史登録財としては、フキーバリナ歴史地区、フュークウェイ鉱泉、フキースプリングス高校、フキースプリングス教員宿舎、フキーバリナ女子クラブ・クラブハウス、J・ビール・ジョンソン邸、ケンプ・B・ジョンソン邸、ジョーンズ・ジョンソン・バレンタイン歴史地区、ウェイランド・Hとマミー・バート・スティーブンスの邸宅がある。

## 人口動態
以下は2000年国勢調査による人口統計データである。
| 基礎データ - 人口: 7,898 人 - 世帯数: 3,122 世帯 - 家族数: 2,126 家族 - 人口密度: 446.5人/km2（1,156.0 人/mi2） - 住居数: 3,375 軒 - 住居密度: 190.8軒/km2（494.0 軒/mi2） 人種別人口構成 - 白人: 70.63% - アフリカン・アメリカン: 24.40% - ネイティブ・アメリカン: 0.41% - アジア人: 0.48% - 太平洋諸島系: 0.02% - その他の人種: 2.94% - 混血: 1.15% - ヒスパニック・ラテン系: 7.38% 年齢別人口構成 - 18歳未満: 27.3% - 18-24歳: 8.2% - 25-44歳: 35.2% - 45-64歳: 16.3% - 65歳以上: 13.0% - 年齢の中央値: 33歳 - 性比（女性100人あたり男性の人口） - 総人口: 89.0 - 18歳以上: 84.5 | 世帯と家族（対世帯数） - 18歳未満の子供がいる: 36.8% - 結婚・同居している夫婦: 48.8% - 未婚・離婚・死別女性が世帯主: 15.5% - 非家族世帯: 31.9% - 単身世帯: 26.3% - 65歳以上の老人1人暮らし: 10.8% - 平均構成人数 - 世帯: 2.48人 - 家族: 2.99人 収入と家計 - 収入の中央値 - 世帯: 42,903米ドル - 家族: 49,531米ドル - 性別 - 男性: 35,497米ドル - 女性: 28,551米ドル - 人口1人あたり収入: 20,268米ドル - 貧困線以下 - 対人口: 11.1% - 対家族数: 9.0% - 18歳未満: 15.3% - 65歳以上: 11.5% |

## 教育
フキーバリナの町にはウェイク郡公共教育体系が管理する公立学校6校がある。バレンタイン小学校、フキーバリナ小学校、リンカーンハイツ小学校、ハーバート・エイキンス道路小学校、フキーバリナ中学校、フキーバリナ高校である。サザン・ウェイク・アカデミーは公立のチャータースクールであり、6年生から12年生を教えており、やはちフキーバリナ町内にある。私立のヒルトップ・クリスチャン学校も町内にある。
フキーバリナの地域にはウェイク工業コミュニティカレッジがあり、フキーバリナとローリー市の中間にある。2007年時点の学生数は57,000人であり、2015年までに78,000人にまで増やす計画である。

## 交通

### 道路
- フキーバリナ町内を通る幹線道は、ノースカロライナ州道55号線、同42号線、アメリカ国道401号線である。

### 公共交通
- 航空: ローリー・ダーラム国際空港がウェイク郡北西部、州間高速道路40号線沿いにある。
- 鉄道: 町内を旅客列車は通っていない。アムトラックの旅客列車はケーリーとローリーで停車している。
- バス: トライアングル交通局がバス便を運行しており、地域内と、ローリー、ダーラム、チャペルヒルなどの都市を結んでいる。

## 公園とレクリエーション
フキーバリナ町内には以下の公園がある。

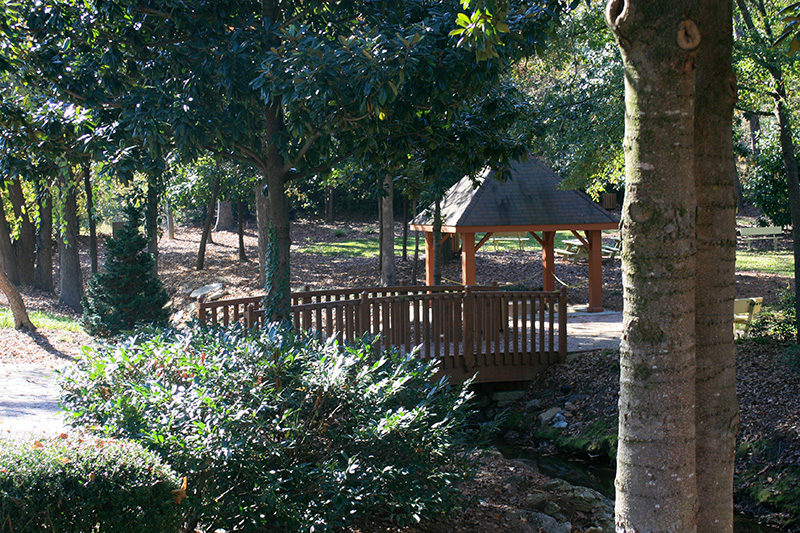
フュークウェイ鉱泉公園

- フュークウェイ鉱泉公園 - 天然の鉱泉が湧き出ており、その周りに町が発展した。公園内にはピクニック・テーブル、歩道橋、修復された鉱泉ハウス、ベンチ、花崗岩の歴史標識、記念レンガ道がある。
- 南公園 - 売店とスコア記録者のハウス、スコア記録者のブース、野球場2面、多目的競技場、サッカー場2面、多目的広場、コミュニティセンター、管理事務所、焼け落ちたピクニック覆い、遊技施設、グリル場、歩道がある。
- ファルコン公園 - 少年用野球場/ソフトボール場、ピクニック覆い、遊技場、木炭グリル場、売店、サンドバレーボールコート、体育館がある。
- アクション公園 - 少年用野球場/ソフトボール場2面、バッティングケージ、多目的競技場（ソフトボール、野球、フットボール、サッカー）、照明付きテニスコート4面、遊技場がある。
- キャロル・ハワード・ジョンソン環境教育公園 - 自然の道、無料教育用キットが利用できる。各キットには幼稚園児から12年生までの授業計画と用具が入っている。コミュニティセンターで貸し出されている。延長1.5マイル (2.4 km) から2マイル (3.2 km) の解説付きほど、見晴台、橋、屋外教室、手洗い所、テーブルのあるピクニック場がある。
- バレンタイン学校公演 - 少年用野球場/ソフトボール場3面、多目的競技場1面がある。
- 図書館公園 - ピクニック覆い、遊技場、木炭グリル場がある。
- ハニーカット道路公園 - 照明付きサッカー場2面、照明付き多目的競技場1面、テニスコート2面、遊技場、手洗い所付き売店、舗装された歩道、舗装された駐車場がある
- キントン・サッカー場 - 少年用サッカー場
- ランスデール・サッカー場 - 少年用サッカー場
- フレミング・ループ・サッカー複合施設 - 少年用サッカー場
- ローレンス通り公園 - サッカー場（広さ2エーカー、8,000 m2）
- ハーバート・エイキンス公園 - サッカー場3面（広さ10エーカー、40,000 m2）
- バンクス道路公園 - サッカー場2面と野球場/ソフトボール場（広さ14エーカー、56,000 m2）